# Peter Stebbings
Peter Stebbings (ur. 28 lutego 1971 roku w Vancouver) – kanadyjski aktor, reżyser, producent i  scenarzysta.

## Filmografia

### aktor
- 2001: Niebezpieczne miasto jako Culver
- 2002: K-19 The Widowmaker jako Kuryszew
- 2007: Gdzie diabeł mówi dobranoc jako Harley McPherson
- 2008: Jack i Jill kontra reszta świata jako George
- 2008: Uważaj na wilkołaka jako Jared Martin
- 2009: The Listener: Słyszący myśli jako Alvin Klein
- 2011: Ukryta prawda jako Andrew James Gray
- 2011: Immortals. Bogowie i herosi  jako  Helios
- 2015: Counting for Thunder jako Joe Tischman

### reżyser
- 2009: The Listener: Słyszący myśli
- 2009: Defendor
- 2010: Nowe gliny
- 2013: Empire of Dirt
- 2015: Killjoys

### scenarzysta
- 2008: Jack i Jill kontra reszta świata
- 2009: Defendor